# Lausprelle
Lausprelle est un hameau du village d’Acoz, au sud-est de la ville de Charleroi. Avec Acoz le hameau fait aujourd’hui administrativement partie de la commune de Gerpinnes, dans la province de Hainaut (région wallonne de Belgique).

## Histoire
L’histoire du hameau est liée à celle de la famille de Dorlodot, maîtres de forges, qui y construisit son château. 
Au début du XXe siècle, Léon de Dorlodot finança entièrement et dirigea la construction de l’église qui fut dédiée à son saint patron : « Saint-Léon ». Ceci explique le style néo-roman original de l'édifice.

## Edifices remarquables
- Château d'eau à la sortie du hameau vers Couillet bâti en brique et béton lisse en 1990[1].
- Eglise Saint-Léon, construite en 1913 de style roman inspiré par les édifices fortifié d'Auvergne[2].